# Джамоат Айвадж
Джамоат Джури́ Наза́рова (тадж. Ҷамоати Ҷӯра Назаров) — джамоат у складі Шахрітуського району Хатлонської області Таджикистану.
Адміністративний центр — село Хушоді.
Населення — 18949 осіб (2017; 17808 в 2015, 12200 в 2002).
До складу джамоату входять 5 сіл:
| Населений пункт     | Стара назва    | Населення, осіб (2017) |
| ------------------- | -------------- | ---------------------- |
| Айвадж              | -              | 6473                   |
| Асоміддіна Муродова | Таджикабад     | 3618                   |
| Джаміятдехкон       | Джаміят-Дехкан | 2715                   |
| Лубійокор           | Люблікар       | 3537                   |
| Хушоді              | Хошади         | 2606                   |